# Adeshina Lawal
Adeshina Abayomi Lawal (Ibadan, 17 ottobre 1984) è un calciatore nigeriano, attaccante dell'ÍF Fuglafjørður II.

## Carriera
In carriera ha giocato 23 partite nella prima divisione danese e 10 partite di qualificazione alle coppe europee, di cui 6 per la Champions League e 4 per l'Europa League.

## Palmarès

### Club

#### Competizioni nazionali
- 1. Division: 2

Vejle: 2005-2006, 2007-2008
- Formuladeildin: 2

B36 Tórshavn: 2014
Víkingur Gøta: 2017

### Individuale
- Calciatore dell'anno (Fær Øer): 1

2014
- Capocannoniere del campionato faroese: 1

2017 (17 reti)